# Kız Kulesi

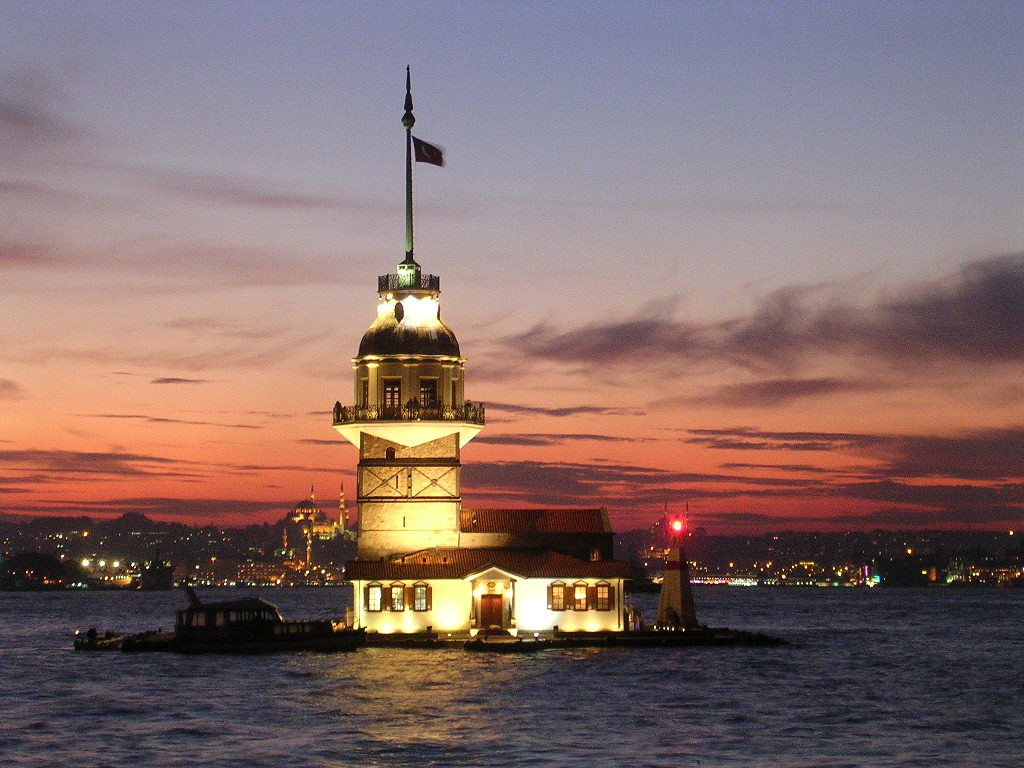
A Kız Kulesi (Szűz tornya), Isztambul partjai előtt

Ez a szócikk az Isztambulban található Szűz tornyáról szól. Hasonló néven található egy másik torony Azerbajdzsánban, Bakuban.
A Kız Kulesi torony, vagy Szűz tornya (törökül: Kız Kulesi, szó szerint „leánytorony”) a Boszporusz tengerszoros partjainál fekszik, s egy kicsiny szigetecskére épült, mely Törökországban, Isztambul Üsküdar városrészével szemben helyezkedik el. Már az ókori görög időkben is ismert volt, a középkorban, Bizánc idején Leandros toronynak is nevezték.

## Története
Első építtetője, Alkibiadész athéni hadvezér volt, aki i.e. 408-ban megverte a perzsa hajóhadat. 1110 környékén I. Alexiosz bizánci császár újjáépítette, illetve kisebb erőddé erősítette a tornyot. 1509 és 1763 között az ottomán törökök többször újjáépítették, s a mai kinézetét 1998-ban nyerte el. Elővigyázatosságból az 1999-es izmiti földrengést követően acélbetéteket alkalmaztak statikai megerősítés céljából a torony körül. Évszázadokon át világítótoronynak használták, manapság gyakran magánhajók is kikötnek a torony mellett.

## Legendái
A kedvelt török legenda szerint a török szultán kedvenc lányának építtette. Egy jós megjövendölte, hogy a lányt a 18. születésnapján egy mérges kígyó halálra marja. A szultán, hogy ezt megelőzze a toronyba záratta a lányát (távol a szárazföldtől, de mégis közel a palotájához). Az apja ugyan gyakorta látogatta lányát, de senki mást nem engedett a közelébe. A szultán a hercegnő 18. születésnapjára egy drága, egzotikus gyümölcskosarat vitt ajándékba, de ebben megbújt egy áspiskígyó, mely halálra marta a lányt, aki apja karjai közt halt meg. Innen ered a Szűz tornya elnevezés.
A másik elnevezés – Leandrosz tornya – az ókori görög mitológiában szereplő Héró és Leandrosz történetből származik.

## A torony napjainkban
Kedvelt turista célpont a torony első emeletén található étterem, valamint a tetején található kávézó is.
A torony szerepet kapott egy James Bond filmben (A világ nem elég), a 2007-ben készült Bérgyilkos című alkotásban és A Szultána c. török történelmi sorozatban.